# Super NES Mini
La Super NES Mini, ou Super NES Classic Mini et Super Nintendo Mini (nom original Nintendo Classic Mini: Super Nintendo Entertainment System), est une console dédiée commercialisée en 2017. Basée sur le retrogaming, elle émule la console de jeux vidéo Super Nintendo, sortie au début des années 1990. Cette version modernisée et plus compacte comporte vingt-et-un anciens jeux préinstallés.
Le 17 décembre 2018, Nintendo annonce la fin de production de la SNES Mini.

## Histoire
La console est annoncée le 26 juin 2017.
La console sort le 29 septembre 2017 en Europe sous l'appellation Nintendo Classic Mini: Super Nintendo Entertainment System, aux États-Unis sous le nom Super Nintendo Entertainment System: Super NES Classic Edition et au Japon le 5 octobre 2017, appelée Nintendo Classic Mini: Super Famicom. La console est également désignée par de nombreux diminutifs.
La console est distribuée en trois variantes, présentant la conception unique des systèmes originaux commercialisés respectivement au Japon, en Amérique du Nord et en Europe. Bien que la version nord-américaine présente une apparence basée sur le design gris et violet de la Super NES, les versions pour le Japon et les régions PAL sont calquées sur le design Super Nintendo Super Famicom/PAL à bords arrondis, tel qu'il a été lancé à l'origine dans ces régions.
À l'interne, la console utilise un système sur une puce Allwinner R16 avec quatre unités centrales ARM Cortex-A7, une unité de traitement graphique ARM Mali 400 MP2, et 512 Mo de mémoire flash et 256 Mo de mémoire DDR3. Le même matériel était utilisé dans la NES Classic Edition précédente.
Le système comporte une sortie d'écran HDMI et deux ports de contrôleur; deux contrôleurs SNES câblés sont fournis avec le système. Les ports du contrôleur sont cachés derrière un faux rabat frontal conçu pour ressembler aux ports du contrôleur de la Super NES d'origine. De la même manière que les contrôleurs de la prédécesseur, les contrôleurs de la Super NES Classic Edition ont des connecteurs qui peuvent être insérés dans la télécommande Wii, et être utilisé pour jouer à des jeux Super NES sur la Wii et la Wii U Console virtuelle. Le contrôleur classique de la Wii est également compatible avec l'édition Super NES Classic. Bien que le contrôleur de la NES Classic Edition soit techniquement fonctionnel avec la Super NES Classic Edition, le jeu est impossible dans la plupart des jeux en raison de l'absence des boutons de face X et Y et des boutons sur les côtés.
La console utilise le système d'exploitation Linux et exécute un ensemble d'émulateurs développés par Nintendo European Research & Development (NERD). Ces émulateurs fournissent la compatibilité de base avec le système Super NES et, pour des jeux spécifiques, des ensembles de puces inclus dans les cartouches, tels que la puce Super FX utilisée pour Star Wing.
La Super NES Classic Edition comprend deux contrôleurs avec des câbles de 5 pieds (1,524 m), qui résolvent les plaintes concernant les câbles courts de 3 pieds (0,9144 m) utilisés pour la NES Classic.

## Matériel

### Console
La console est du type console dédiée, et ne possède donc aucun port pour y insérer une cartouche de jeu. Elle comporte une sortie vidéo HDMI et deux ports pour manettes. Elle possède plusieurs apparences différentes : en Amérique du Nord, elle sera grise et bleue, et anguleuse. En Europe et dans la région PAL, la console aura les angles plus arrondis et un autre ensemble de couleurs. Nintendo reproduit en fait les différences des consoles Super Nintendo vendues à l'origine à travers le monde.
La mémoire interne de la console est de 256 Mo (RAM) et l'espace de stockage est de 512 Mo (mémoire flash).

### Manettes
Deux manettes Super Nintendo sont comprises avec la console. Nintendo a conçu ces manettes avec un câble long d'1,5 m, rectifiant ainsi un des défauts souvent évoqués des manettes de la NES Classic, dont le câble mesurait seulement 0,91 m.

## Jeux pré-installés

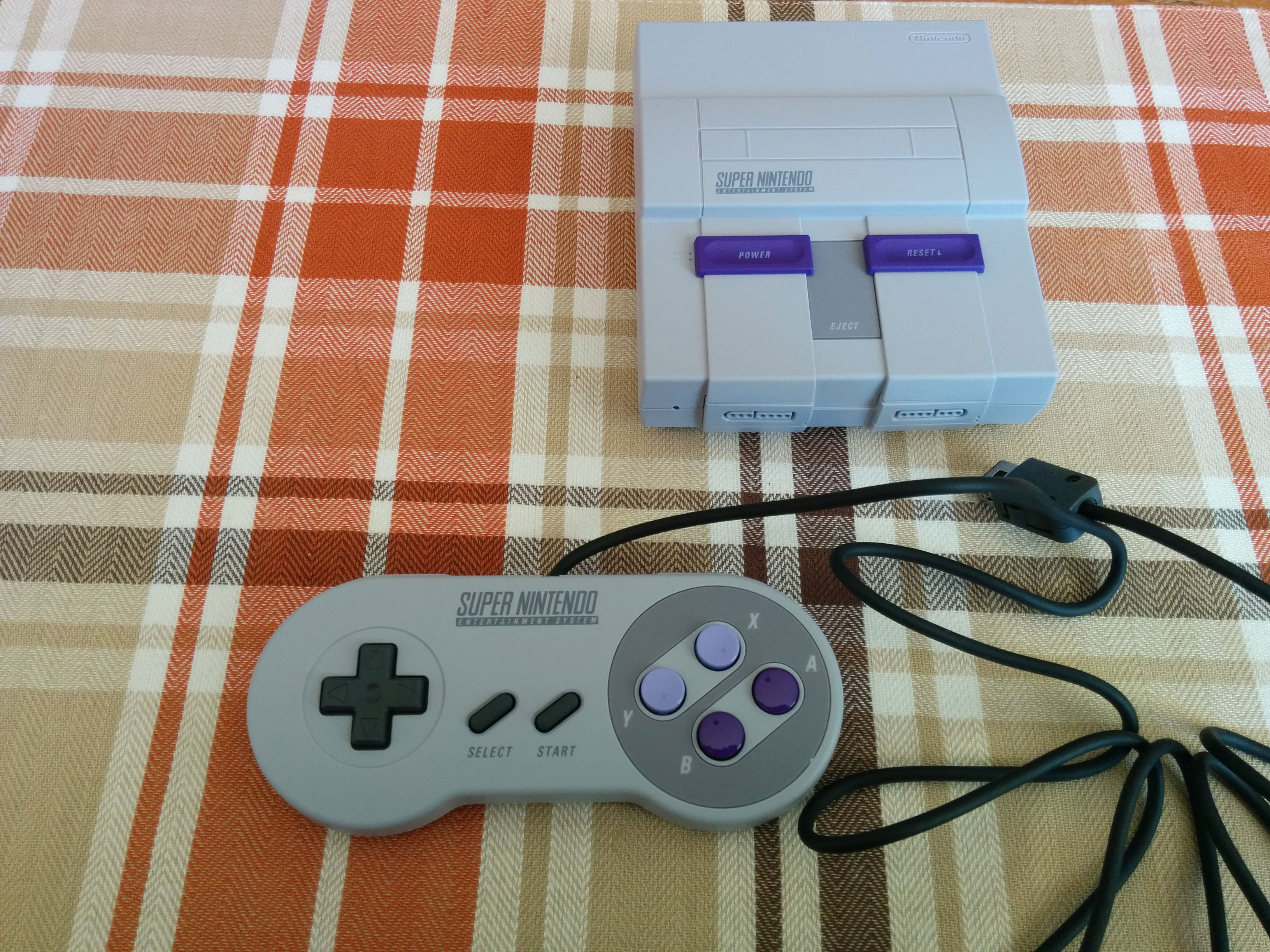
Version nord-américaine de la console.

La console dispose de 21 jeux pré-installés (ici, les jeux présents sur une version nord-américaine ou PAL) :
- Donkey Kong Country
- EarthBound
- Final Fantasy VI (sous le nom de Final Fantasy III)
- F-Zero
- Kirby's Dream Course
- Kirby's Fun Pak (sous le nom de Kirby Super Star)
- Mega Man X
- Secret of Mana
- Star Wing (sous le nom de Star Fox)
- Street Fighter II': Hyper Fighting
- Super Castlevania IV
- Super Ghouls'n Ghosts
- Super Mario Kart
- Super Mario RPG: Legend of the Seven Stars
- Super Mario World
- Super Mario World 2: Yoshi's Island
- Super Metroid
- Super Probotector: Alien Rebels (sous le nom de Contra III: The Alien Wars)
- Super Punch-Out!!
- The Legend of Zelda: A Link to the Past[3]

La console embarque également le jeu Star Fox 2, un jeu vidéo développé pour la Super Nintendo et qui n'était jusqu'alors jamais sorti.
Plusieurs jeux sont exclusifs à certaines régions du monde. La version japonaise de la console comprend en exclusivité Fire Emblem: Mystery of the Emblem, Panel de Pon, Super Soccer, Super Street Fighter II: The New Challengers ainsi que The Legend of the Mystical Ninja. La version nord-américaine et PAL les remplace par Earthbound, Kirby's Fun Pak, Street Fighter II', Super Castlevania IV et Super Punch Out!!.
Les jeux sont en version nord-américaine, c'est-à-dire que contrairement aux versions PAL d'origine, ils tournent en 60 Hz et sont exclusivement en anglais. Ils peuvent aussi ne pas avoir le même titre que le jeu originel sorti en région PAL.
À noter que la Super NES Mini compte moins de jeux pré-installés (21) que sa grande sœur la NES Mini (30).

## Options d'affichage
- Technique tube cathodique (image "baveuse" comme les anciens écrans cathodique)
- 4/3 original
- Pixel Perfect

## Connectique
- 2 ports manette
- 1 port HDMI